# Historias del Kronen (novela)
Historias del Kronen es la primera novela del escritor español de origen madrileño José Ángel Mañas, con la cual llegó a ser finalista del Premio Nadal en enero de 1994. Publicada por la editorial Destino en 1994 —cuando el autor sólo tenía 23 años y que afirma que escribió en quince días—, es la primera de las obras del autor que forman la denominada «tetralogía del Kronen», junto a Mensaka, Ciudad rayada y Sonko95. Fue adaptada al cine por el director Montxo Armendáriz en 1995 y traducida tanto al alemán —Die Kronen-Bar— como al holandés. La novela ha sido considerada un éxito y calificada como best seller. Literariamente está adscrita a la Generación X.

## Descripción detallada de la trama

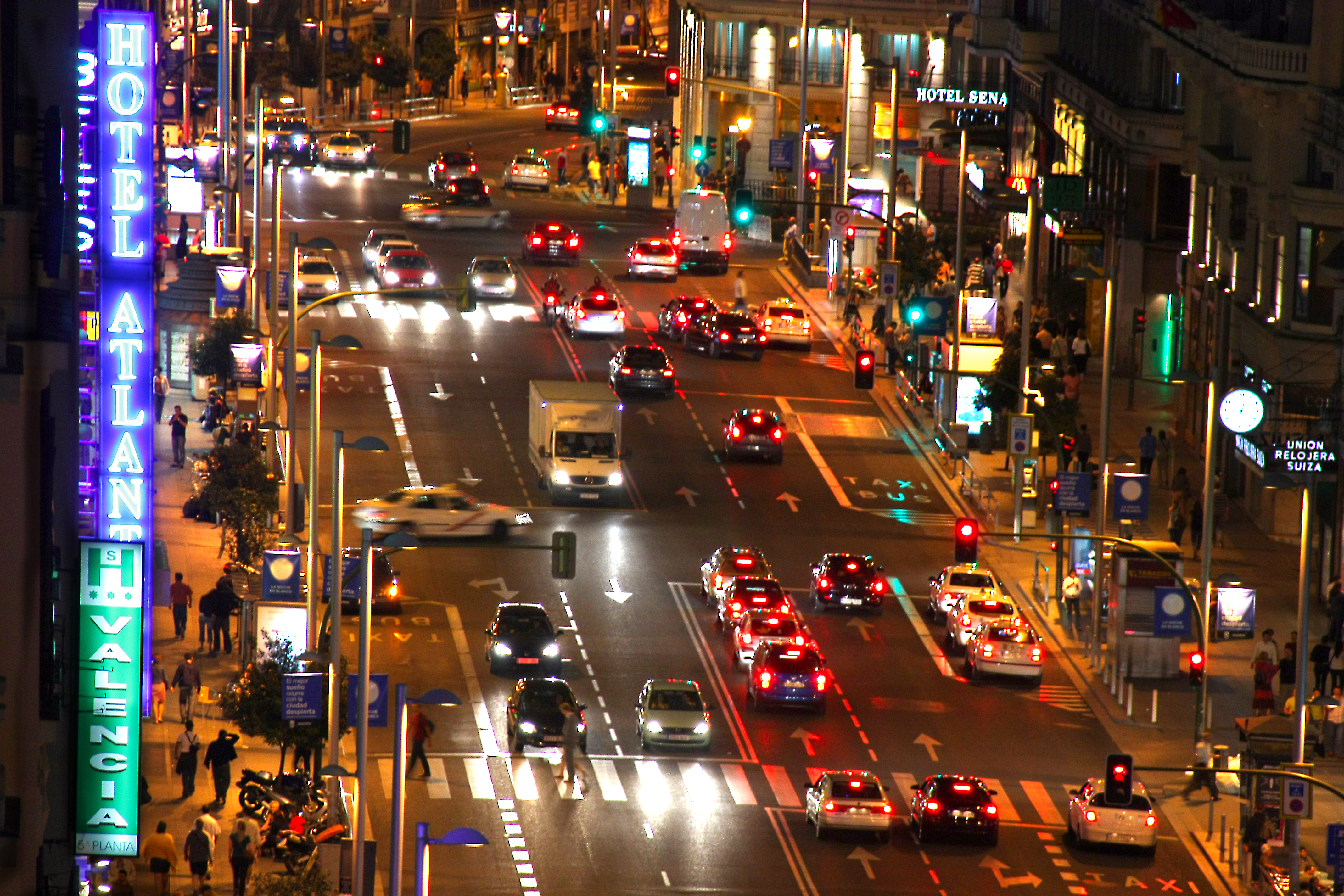
Vista nocturna de la Gran Vía, conocida calle madrileña.

La novela tiene lugar durante el mes de julio de 1992 en la ciudad de Madrid. Carlos es el protagonista principal de la obra, un joven estudiante universitario de apenas veintiún años y que es descrito como un «niño de papá», egocéntrico y falto de empatía, en cuya existencia el alcohol, las drogas y el sexo son sus principales prioridades. Se reúne frecuentemente con sus amigos en la cervecería Kronen, su bar preferido —ficticio— y localizado en la novela en las inmediaciones de la calle madrileña de Francisco Silvela. Es descrito como un sociópata. Carlos va experimentando un progresivo proceso de aislamiento, alienación e «introversión solipsista» que desemboca en el final de la novela, en el cual se produce la muerte de uno de sus amigos —Fierro, con una personalidad débil y diabético, al que la pandilla considera homosexual, además de masoquista— en su propia fiesta de cumpleaños, a raíz de forzarle mediante un embudo a beber una botella de whisky y disponer cocaína en su pene, provocándole una sobredosis fatal.

## Estructura y estilo

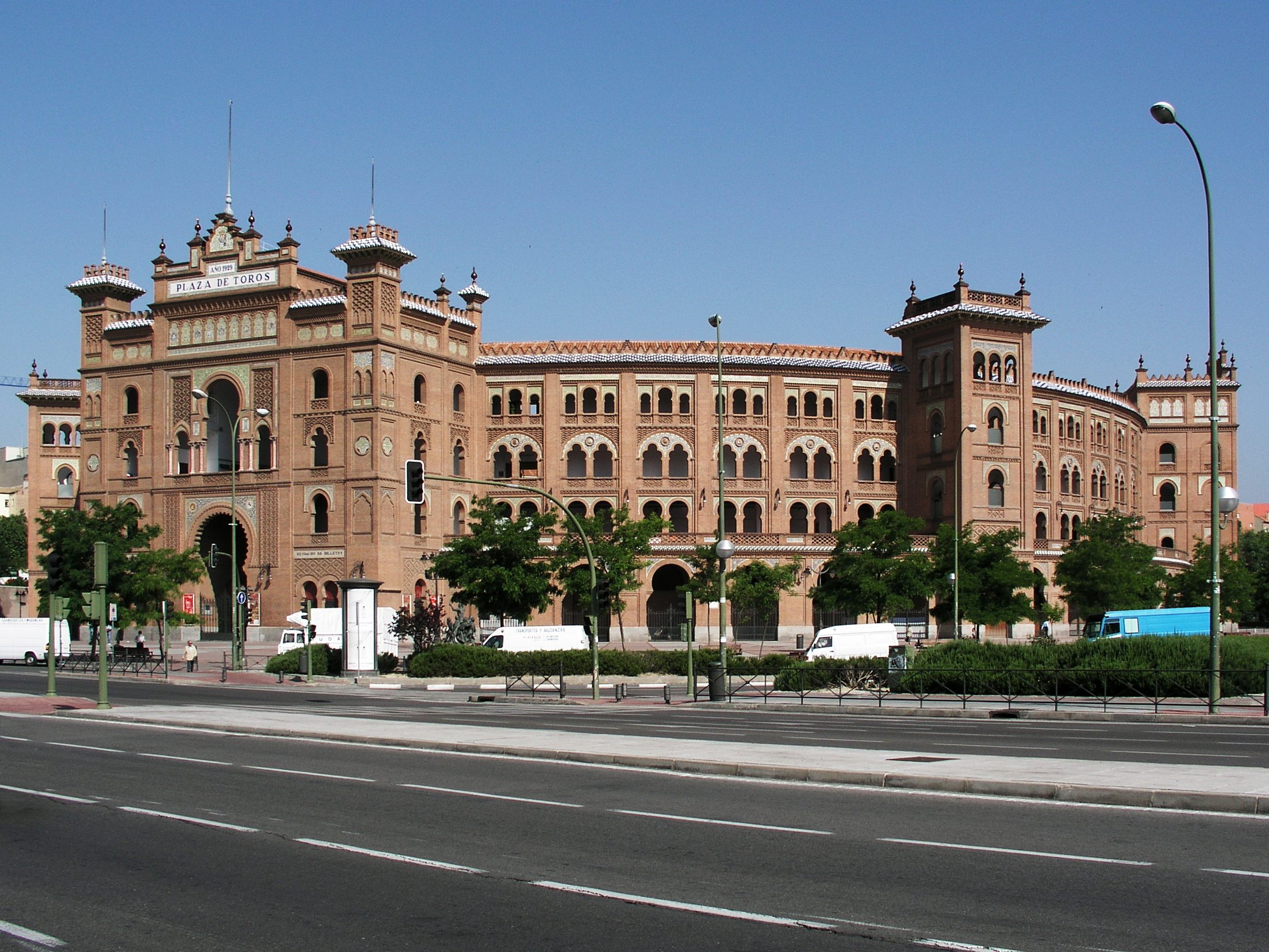
Plaza de toros de las Ventas, donde Carlos asiste a un concierto de Elton John con Amalia. El día 14 de julio de 1992 tuvo lugar en la realidad un concierto del cantante inglés allí.

La portada original del libro incluía una serigrafía de Andy Warhol de un vehículo accidentado de color naranja con el cadáver de una mujer debajo de él. La novela se abre y se cierra con la letra de «Giant», una canción de la banda británica The The. Narrada en primera persona —a través del punto de vista de Carlos—, destaca el ritmo, «vertiginoso», muy fluido, gracias al uso de diálogos «ágiles» —que conforman la mayor parte de la novela—, alternados con fragmentos narrados. También se ha destacado el componente visual de la obra.
El autor usa como recurso, para enfatizar lo efímero y vacuo de lo narrado en la novela, la inserción de enumeraciones de distintas localizaciones en las que omite el uso de verbos o artículos. Historias del Kronen se caracteriza también por describir con precisión el lugar en el que transcurre la acción, citando localizaciones reales de Madrid, como la plaza del Dos de Mayo, el parque de las Avenidas, la plaza de toros de las Ventas o la Gran Vía, entre otros. El estilo empleado por Mañas en el libro ha sido calificado de cierta monotonía, a pesar de lo cual logra alcanzar un punto de tensión narrativa al final de la novela. Este final, que culmina con la muerte de Fierro —uno de los amigos de Carlos—, ha sido destacado por su novedoso estilo, en forma de monólogo. Un sello distintivo de la narración es también el constante recurrir a expresiones propias de la jerga juvenil, poniéndolas en boca de los protagonistas; en este sentido destaca el uso continuo de Carlos de la ofensiva palabra «cerdas» para referirse a las mujeres, neologismos o bien la aparición de coloquialismos referidos al mundo de la droga, por ejemplo: «costo», «chocolate», «tripi», «farlopa» o «nevadito»; el empleo de expresiones malsonantes o disfemismos es común en la jerga de los jóvenes de la novela. Mañas también recurre a la introducción de numerosas referencias musicales dentro de la obra, llegando incluso a insertar letras de canciones, de bandas como The The, Nirvana —«Come as You Are» y «Drain You»—, Siniestro Total —«Bailaré sobre tu tumba»— o Los Ronaldos —«Sí, sí»—.

## Contexto e influencias

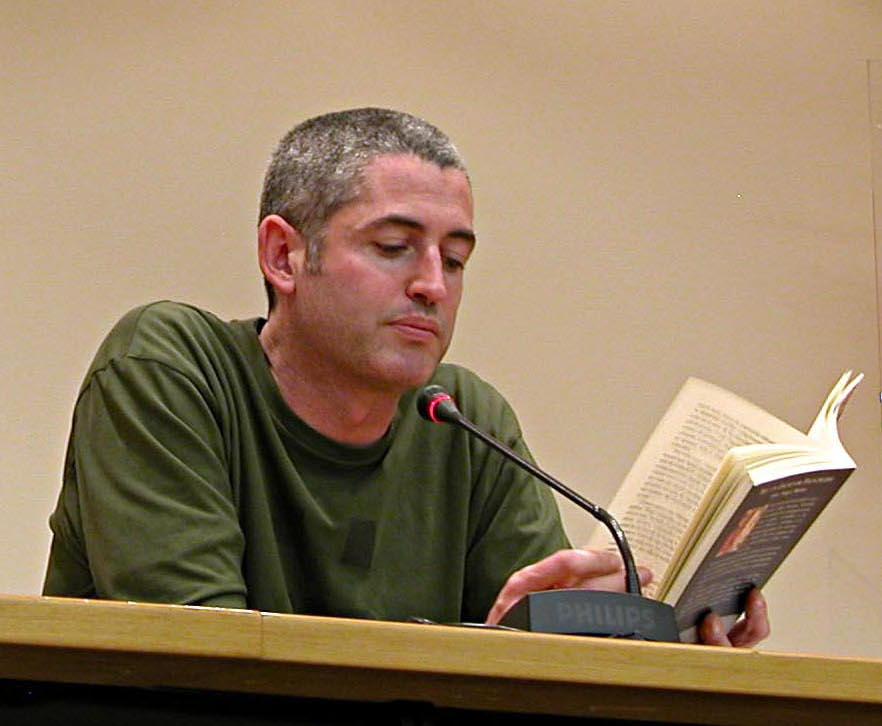
José Ángel Mañas, autor de la novela, en 2006.

Historias del Kronen representa una traslación del concepto americano de Generación X a la sociedad española, de hecho ha sido considerada una de las novelas definitorias de este movimiento generacional en España, el cual ha sido denominado precisamente como «Generación Kronen». La novela está considerada como de corte neorrealista.
Ha sido comparada con la obra que popularizó el uso del término «Generación X» —de la que tomó su nombre—, la novela Generation X: Tales for an Accelerated Culture, de Douglas Coupland, mencionándose que podría tratarse de su «versión española». Por otra parte se ha señalado que Historias del Kronen contiene paralelismos con Fiesta (1926) de Hemingway, Nada (1945) de Carmen Laforet, o Últimas tardes con Teresa (1966) de Juan Marsé; así como con El Jarama (1955) de Sánchez Ferlosio, por el realismo de las novelas —comparación esta última aceptada incluso por Mañas, pero según él difiriendo profundamente en estilo—. El autor también ha hablado sobre el supuesto fuerte parecido de Historias del Kronen con Less Than Zero (1985), de Bret Easton Ellis, declarando que ambas difieren por tener la primera un carácter «menos descriptivo y más hosco», así como más «abierto socialmente», además de asegurar no haber leído esta primera novela de Ellis antes de escribir Historias del Kronen. Mañas destacó a Warhol, El extranjero de Camus y Raymond Carver como sus principales influencias.

## Críticas
Las críticas positivas destacan la «asombrosa» habilidad de Mañas para reproducir el lenguaje de la juventud y caracterizar con él a cada personaje. El libro fue muy bien recibido por los lectores, gracias a su «autenticidad». Sin embargo las valoraciones de la obra han sido variopintas, con otras voces señalando un supuesto carácter de «novela cutre», así como de «realismo sucio», en sentido peyorativo y señalando una supuesta imitación del realismo sucio anglosajón. También se ha señalado del libro que, al potenciar el realismo en la narración de los hechos en una suerte de crítica social, corre el riesgo de pasar por una mera imitación superficial de la sociedad que trata de describir. Los autores más críticos apuntan a que la narración consiste en una colección de «conversaciones inanes» entre los personajes y a la falta de «sustancia» de la novela. En cualquier caso Historias del Kronen vendió más de 100 000 ejemplares, lo que supuso un éxito sin precedentes en la literatura española en su momento.

## Análisis y temas

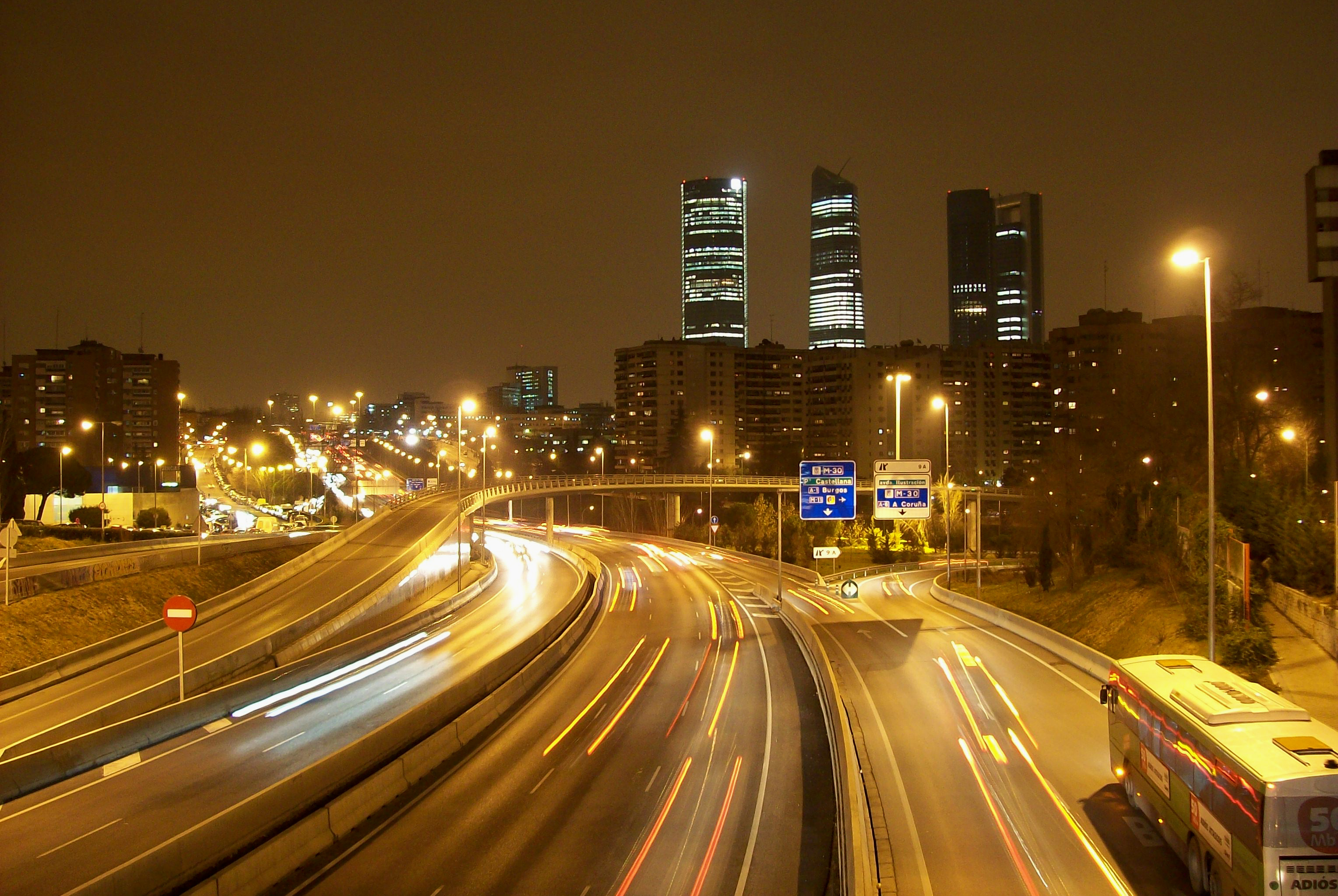
M-30, vía de circunvalación madrileña mencionada en varias ocasiones en la novela como «Emetreinta».

La novela retrata a la juventud española de los 90, el «vacío existencial» e incomunicación de muchos jóvenes y el desencanto característico de estos al no encontrar su lugar en el mundo, con una visión pesimista de la existencia y de la condición humana —aspectos comunes en los escritores de la Generación X—, a lo que se añade una perspectiva influenciada de nihilismo. La sexualidad es un tema fundamental en la obra de Mañas, describiendo relaciones sexuales entre sus personajes de «forma explícita y desinhibida». Varios de los personajes masculinos que aparecen en Historias del Kronen exhiben una visión negativa de la homosexualidad, a lo que se contrapone la revelación de la homosexualidad de uno de ellos —Roberto— y la posible bisexualidad de Carlos, el protagonista principal. En la obra también se hace patente el modo en que la «presión social» actúa como modelador de la conducta sexual de los protagonistas de la novela. Carlos enfatiza en la importancia de la cultura de la televisión, el cine y lo visual en detrimento de la poesía y la literatura.

«Cualquier película, por mediocre que sea, es más interesante que la realidad cotidiana. Somos los hijos de la televisión, como dice Mat Dilon en Dragstorcauboi»
Carlos, Historias del Kronen.

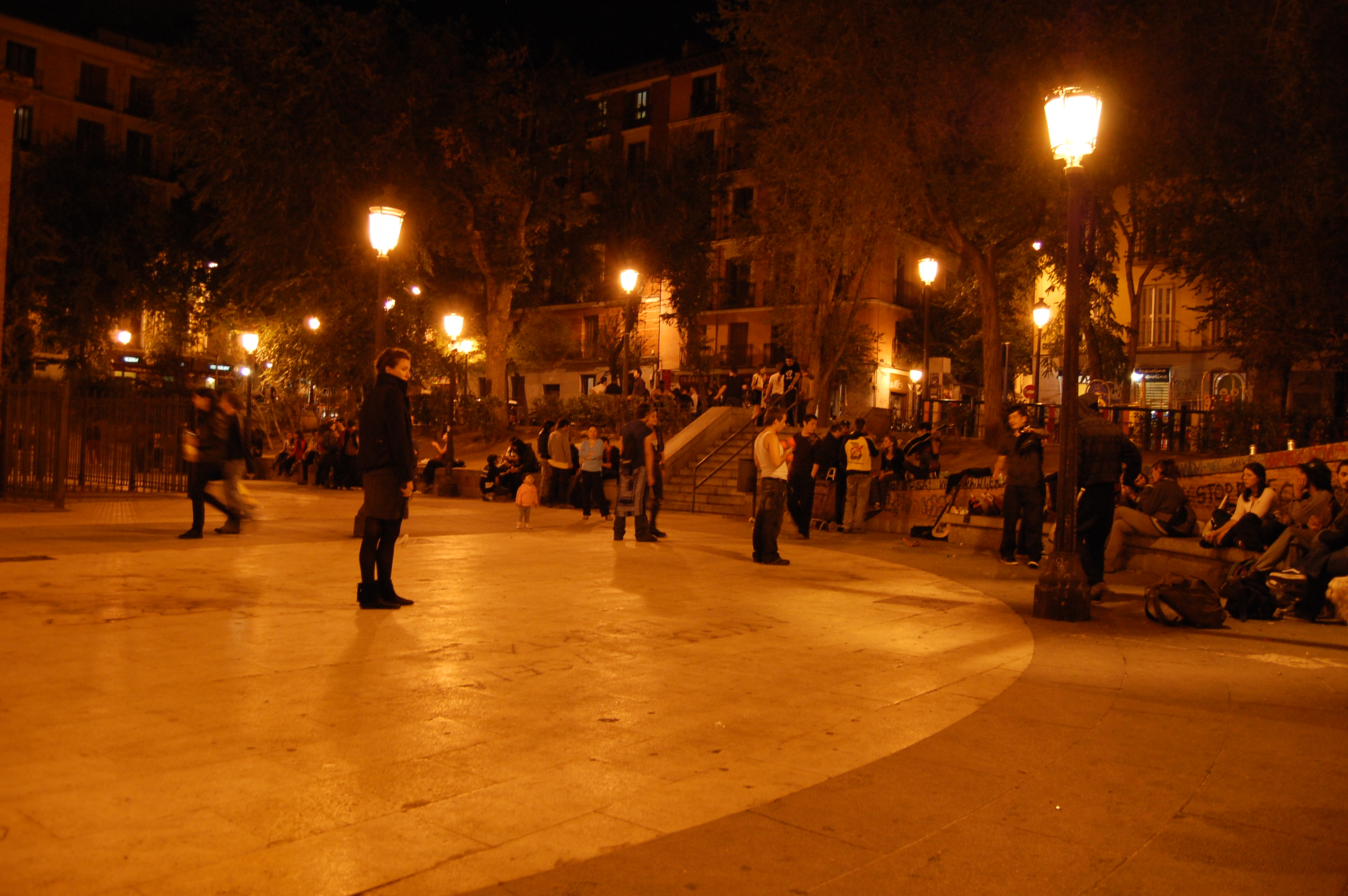
Ambiente nocturno en la plaza del Dos de Mayo.

La novela fue escogida como uno de los diez libros que mejor retratan Madrid por la «Fundación para el Progreso de Madrid». El propio autor describió al libro como «Kronen era un Madrid visto a través de la ventanilla de un coche que circula por la Emetreinta», refiriéndose a la vía de circunvalación madrileña M-30 y destacando el simbolismo que toma esta y lo periférico en la novela. También se destaca la superficialidad de todas las relaciones que mantiene Carlos, con su característica incapacidad de desarrollar empatía hacia su entorno y un comportamiento calificado como de macho alfa. El libro hace hincapié igualmente en la brecha generacional abierta entre Carlos y su familia. El personaje del abuelo de Carlos actúa como un escaparate y reflejo de la evolución de la mujer a lo largo del siglo XX —a través precisamente de su aferramiento a una defensa de los valores tradicionales de la familia— y la ruptura de esta con el patriarcado tradicional, que sin embargo personajes femeninos de la novela como Amalia o Nuria —ambas amigas de Carlos y que en principio son presentadas como mujeres independientes y que rompen los «moldes de género» — no terminan de superar del todo. En la novela son mencionadas las películas La matanza de Texas, Henry, retrato de un asesino o La naranja mecánica, así como la novela de Bret Easton Ellis American Psycho, de las que Carlos se declara aficionado y que en último término parecen dar forma a su comportamiento machista y violento. Mañas ha reconocido que Historias del Kronen tiene cierto componente autobiográfico.

## Adaptación al cine

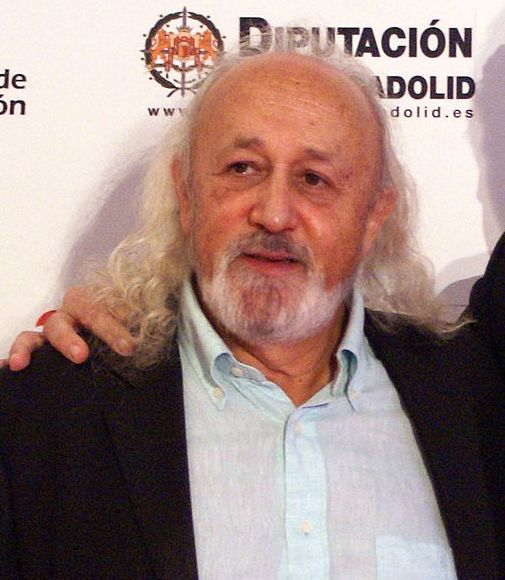
Montxo Armendáriz

En 1995 se estrenó una película basada en la novela, dirigida por Montxo Armendáriz. Una de las principales diferencias entre el libro y la película es la evolución del personaje de Carlos —interpretado por Juan Diego Botto—, que mientras en la novela no tiene «salida» ni mejora, en la película experimenta al final cierto reflote en sus valores morales, afectado posiblemente por la muerte de su abuelo, además de mostrar algún tipo de preocupación puntual por sus amigos, siendo en general un personaje más humano y compasivo que el del libro de Mañas.
En la película se sustituye el final en forma de monólogo de la novela por una secuencia vista a través de una videocámara, que va pasando de mano en mano de cada uno de los integrantes de la fiesta, en la que la muerte de Pedro —Fierro en la novela— se transforma en una especie de película snuff. La película fue criticada por cierto tono moralista. Recoge naturalmente situaciones que no aparecen en la obra de Mañas, entre las que destacan una en la que Carlos roba dinero a su madre y deja recaer la culpa sobre la sirvienta, así como la escena más emblemática y reconocida de la película —incluida en el póster de esta— en la que dos jóvenes se cuelgan de un puente sobre la Castellana con el objetivo de retarse y comprobar quién aguanta más suspendido. En el filme igualmente aparece rebajada la dureza de algunos comentarios, siendo una versión en cierta medida «edulcorada» del libro.

## Secuela
En 2019 Mañas publicó La última juerga, secuela de Historias del Kronen.